# János László
János László (n. 21 februarie 1925, Teiuș, România – d. martie 2011, Târgu Mureș, România) a fost un cercetător, medic, profesor universitar și rector al Universității de Medicină și Farmacie din Târgu Mureș.

## Biografie
A urmat școala secundară la Colegiul Național Bethlen din Aiud și a absolvit liceul Gheorghe Rákóczi al II-lea din Dej în anul  1944. În anul 1951 a obținut diploma medicală la departamentul de sănătate publică al Universității de Medicină și Farmacie din Târgu Mureș. Ulterior a devenit medic primar (1959), lector (1964), doctor în medicină (1967), profesor universitar (1970), rector al Universității de Medicină și Farmacie din Târgu Mureș (1976-84).
Activitatea sa științifică s-a extins în domenii bacteriologiei și virușilor, inclusiv tuberculoza pulmonară și renală, și virușii hepatitei epidemice. Rezultatele izolării, reproducerii, producției de vaccinuri, examinarea microscopică electronică a acestora din urmă sunt înregistrate în literatură. El a fost preocupat de unele dintre întrebările legate de cercetarea cancerului experimental, cum ar fi susceptibilitatea celulelor de la pacienți la antispasmodici. Lucrările sale științifice au fost publicate în Jurnalul Medical, Vopros Virusology (Moscova), Nature (Londra), Zeitschrift für Innere Medizin, Experientia, Archiv Roumaine de Pathologie Experimentale et de Microbiologie; scrierile sale au fost publicate de Korunk Évkönyv (1973), Hargita Calendarium (1990).
S-a pensionat la începutul anilor 1990, iar în decembrie 2006 a fost recunoscut ca profesor onorific.

## Distincții
- Ordinul „Meritul Științific” clasa a II-a (21 august 1979) „pentru contribuția deosebită adusă la înfăptuirea politicii Partidului Comunist Român de făurire a societății socialiste multilateral dezvoltate în patria noastră, cu prilejul celei de-a 35-a aniversări a revoluției de eliberare socială și națională, antifascistă și antiimperialistă”[3]

## Lucrări științifice notabile
- Viruși generali și detaliați. (Târgu Mureș, 1957);
- Exerciții virale și concepte de bază. (Târgu Mureș, 1957);
- Virologie medicală. (Târgu Mureș, 1976);
- Microbiologie medicală I-III. (în limba maghiară și română, cu coautori (Târgu Mureș, 1976-88);
- Cu Bîlbie-Pozsgi coautor, Bacteriologie medicală cu rezistență naturală (1984);
- Microorganisme patogene. Cu Mihály Péter coautor. (Cluj-Napoca, 1988).